# Den Kongelige Grønlandske Handel

Splitflag des KGH von 1795 bis 1846

Den Kongelige Grønlandske Handel, kurz KGH, war ein dänisches Staatsunternehmen, das ab 1774 über 200 Jahre lang (bis 1950 monopolistisch) den Handel mit Grönland betrieb und die dänische Kolonie bis 1908 de facto verwaltete, bevor es 1985/86 aufgelöst und in mehrere grönländische Staatsunternehmen zerschlagen wurde.
Der KGH war über 130 Jahre lang die ausübende Gewalt in Grönland und prägte somit die Kolonialgeschichte Grönlands entscheidend. Der KGH stellte wirtschaftliche und gesellschaftliche Regeln auf, die Einfluss auf nahezu alle Bereiche des grönländischen Lebens nahmen, beispielsweise auf die Wirtschaftsgrundlage der Bevölkerung und damit auch auf ihre Siedlungs-, Familien- und Sozialstrukturen. Damit wandelte sich die grönländische Gesellschaft im Laufe der Jahrhunderte schrittweise von der traditionellen Lebensweise der Inuit hin zu einer modernen Industriegesellschaft europäischen Vorbilds. Dabei entstanden regelmäßig Debatten über die in Grönland geführte Kolonial- und Kulturpolitik, in der die Abschaffung des Handelsmonopols und die „Zivilisierung“ der grönländischen Bevölkerung eine zentrale Rolle spielten. 1908 verlor der KGH die Aufgabe der politischen Verwaltung Grönlands und 1950 das Handelsmonopol. Die Auflösung des Unternehmens war eine direkte Folge der grönländischen Autonomie ab 1979.

## Geschichte

### Vorgeschichte
Hans Egede begann 1721 die Kolonisierung Grönlands, wofür er Det Bergen Grønlandske Compagnie als private Handelskompanie gründen ließ. Der Handel kam in den ersten Jahren nicht in Gang; die Handelskompanie ging bereits 1726 bankrott und wurde im Jahr darauf aufgelöst. 1727 war der Kaufmann Magnus Schiøtte kurzzeitig mit dem Handel beauftragt, während im selben Jahr eine königliche Handelskompanie gegründet wurde: Det Kongelige Grønlandske Dessein übernahm 1728 die Geschäfte, wurde aber auch bereits 1730 wieder aufgelöst, da sich kein wirtschaftlicher Erfolg einstellen wollte. Anschließend wurde beschlossen die Kolonisierung Grönlands abzuwickeln.
Diese Entscheidung wurde bereits kurz darauf revidiert, woraufhin der Kaufmann Jacob Severin 1734 das Handelsmonopol über Grönland erhielt. Nach mittelmäßigem Erfolg ließ er das Handelsmonopol 1750 auslaufen, woraufhin der Handel Det Almindelige Handelskompagni zufiel, die 1747 eigentlich für dänische Handelstätigkeiten in Europa gegründet worden war. Sie erhielt unter anderem 1763 auch das Handelsmonopol über Island und die Finnmark. Durch die Neugründung zahlreicher Kolonien in den 1750er und 1760er Jahren konnte die Handelskompanie erstmals bescheidene wirtschaftliche Erfolge in Grönland erzielen, während die übrigen Aktivitätsgebiete defizitär waren. Aus diesem Grund wurde 1774 die Auflösung von Det Almindelige Handelskompagni beschlossen, die wieder durch eine eigene auf Grönland beschränkte Kompanie ersetzt werden sollte.

### Gründung

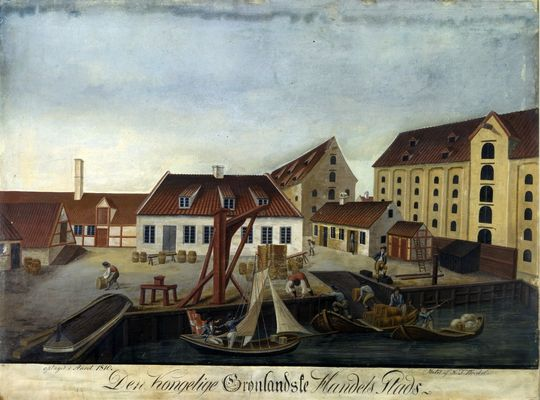
Den Kongelige Grønlandske Handels Plads, Christianshavn, N. J. Bredahl, um 1810

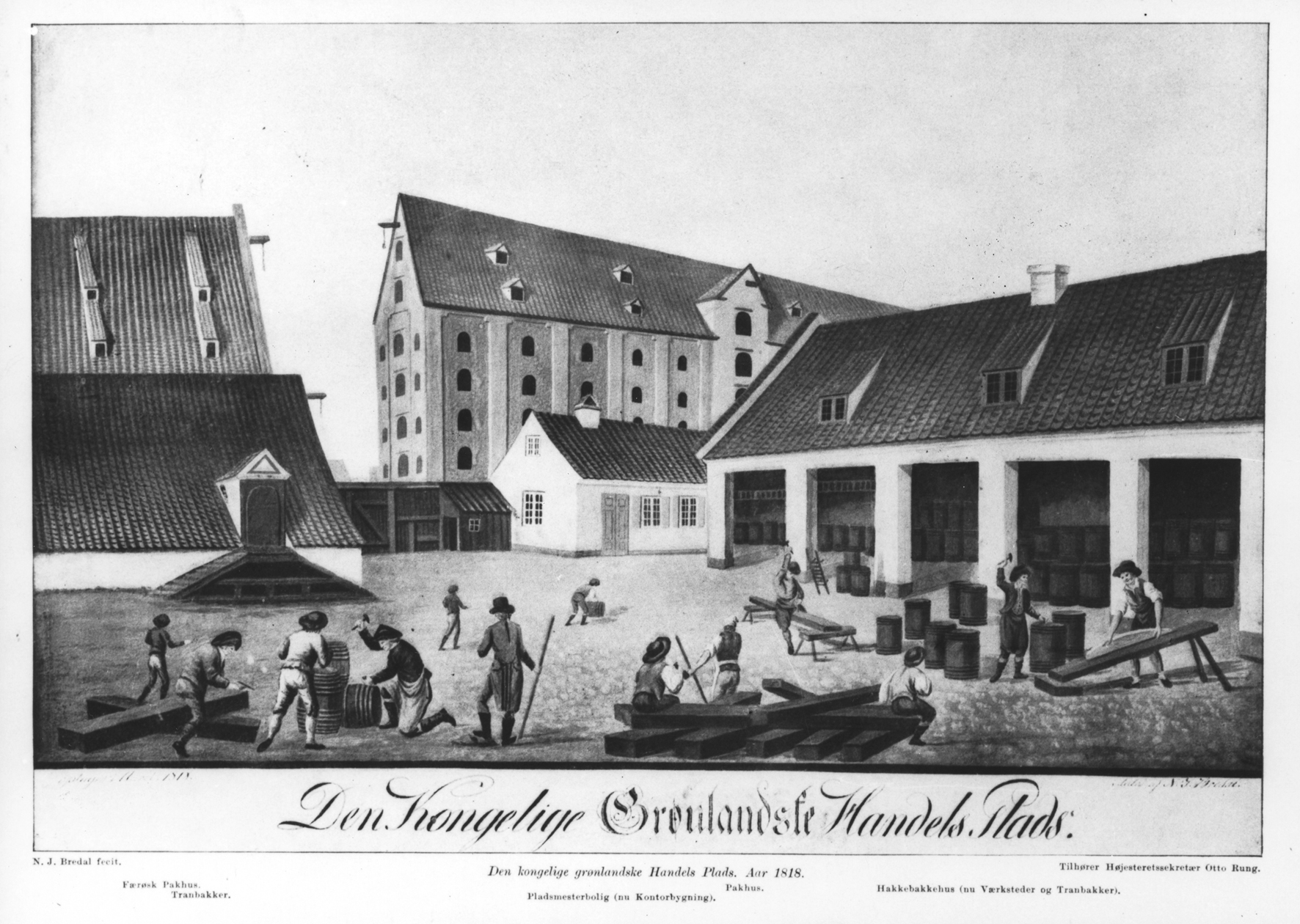
Den Kongelige Grønlandske Handels Plads auf Christianshavn, 1818

Mit einer königlichen Resolution wurde am 16. Mai 1774 festgelegt, dass der grönländische Handel und die Schifffahrt zukünftig von einem staatlichen Unternehmen betrieben würden. Dieses Datum betrachtete der KGH als sein Gründungsdatum. Dem Unternehmen wurden die zuvor von Det Almindelige Handelskompagni verwalteten Kolonien und Logen in Grönland übertragen. Durch eine weitere königliche Resolution im April 1775 wurde Den Kongelige Grønlandske Handel auch der Handel mit den Färöern übertragen, der ursprünglich von der Handelskompanie für Island und die Finnmark durchgeführt werden sollte. Am 18. März 1776 untersagte der König jeglichen unautorisierten Handel mit Grönland, womit der KGH eine bis 1950 währende Monopolstellung erhielt. Der Firmensitz des KGH war während seines gesamten Bestehens Den Kongelige Grønlandske Handels Plads auf Christianshavn, einem Stadtviertel von Kopenhagen.

### Erste Jahre und Fusionierung
1781 wurden beide Unternehmen zu Den Kongelige Grønlandske, Islandske, Finmarkske og Færøske Handel fusioniert. Die Handelsgesellschaft war direkt der staatlichen Rentenkammer unterstellt, weswegen diese auch zwei Direktionsmitglieder ernennen durfte. Die Direktion bestand aus den drei Direktoren für den grönländischen, den färöischen und den isländisch-finnmärkischen Handel, wobei der grönländische Handel seine eigene Buchhaltung erhielt, während die anderen Abteilungen sich eine Buchhaltung teilen mussten. Direktor für die grönländische Abteilung war Hartvig Marcus Frisch.
In einer königlichen Resolution vom 2. Juli 1781 wurde beschlossen, dass das Handelsmonopol bis Ende 1810 gelten sollte. Darüber hinaus war der Plan, dass das Staatsunternehmen in eine Aktiengesellschaft umgewandelt und 20.000 Aktien an Investoren verkauft werden sollten. Es konnten jedoch keine privaten Interessenten gefunden werden und die Pläne wurden endgültig begraben, als 1787 die Handelsmonopole für Island und die Finnmark aufgehoben wurden (anderen Quellen zufolge erst 1790).

### Instruksen

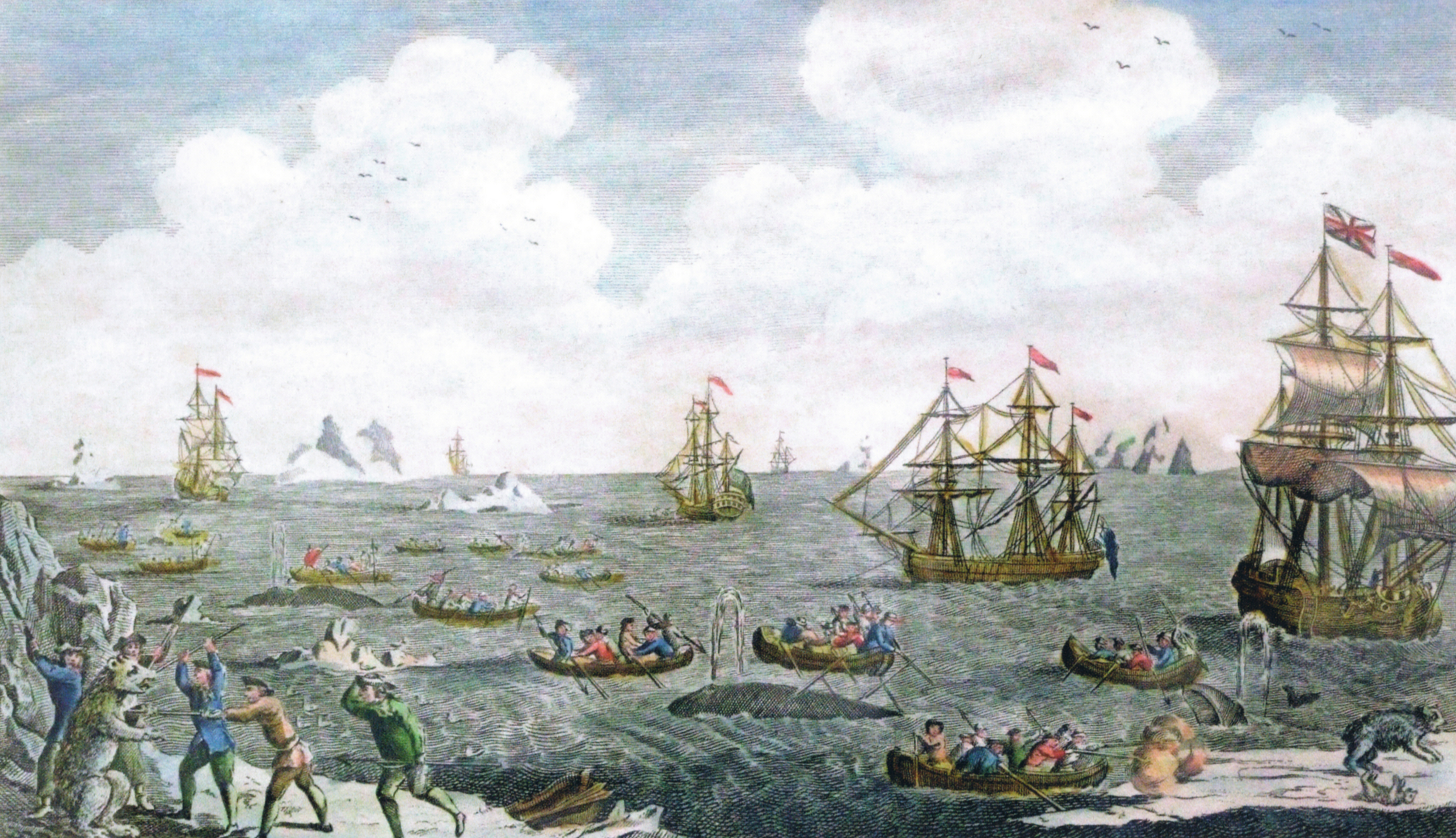
Walfang und Eisbärenjagd in Grönland, um 1780

1779 waren Johan Friderich Schwabe und Bendt Olrik damit beauftragt worden, den Zustand des grönländischen Handels zu bewerten und Vorschläge zur Verbesserung auszuarbeiten. Ihre Vorschläge führten zur Einführung der Instruksen am 19. April 1782. Diese Grundsätze für den Handel mit Grönland hatten im Kern bis 1950 Bestand.
Die Instruksen umfasste insgesamt 15 Paragrafen. Sie bestimmte, wie sich die Handelsangestellten zu verhalten hatten, was letztlich aber die gesamte grönländische Gesellschaft beeinflusste. Die Kaufleute sollten an den Gottesdiensten der Missionare teilnehmen und sich so der grönländischen Bevölkerung gegenüber vorbildlich verhalten. Sie sollten dafür sorgen, dass die Bevölkerung nicht mit Alkohol und Luxuswaren sowie Feierlichkeiten und Aufenthalten bei den Europäern von der Jagd abgelenkt wurden. Außereheliche Verhältnisse wurden strikt verboten und Ehen zwischen Europäern und Grönländerinnen wurden ebenfalls untersagt, es sei denn, sie waren bereits selbst Nachkommen eines Kolonisten aus einem Verhältnis mit einer grönländischen Frau. Die Kolonialverwalter erhielten zudem die Aufgabe, Streitigkeiten in der Bevölkerung zu schlichten und notfalls Strafen zu verhängen. Die Regeln für das Verhalten der europäischen Siedler und Mitarbeiter der KGH und auch für die Missionare hatte einen wirtschaftlichen Hintergrund. Zum Ende des 18. Jahrhunderts ging bereits der Gewinn aus dem Walfang mit den Beständen der Wale zurück. Der Grönlandhandel war dennoch profitabel, weil grönländische Jäger die erbeuteten Felle von Robben und Eisbären und den Blubber der Robben an die KGH verkauften. Es bestand die Sorge, dass der Kontakt der einheimischen Jäger mit den Europäern zu ihrer Zivilisierung und Europäisierung und zum Verlust ihrer Fähigkeit und ihres Willens zur Jagd führen könnte. Erst 1837 wurde der Verkauf von Luxusgütern wie Kaffee, Tee, Zucker und Getreide an die Grönländer freigegeben.
Was den Ankauf grönländischer Produkte betraf, so hatte der KGH mit der Festlegung der Ankaufspreise einen großen Einfluss auf das neugebildete Wirtschaftsleben Grönlands. Die Preisfestsetzung erfolgte durchaus nach politischen Gesichtspunkten und stellte den Versuch nachhaltigen Wirtschaftens dar. So zahlte der KGH den Jägern in ganz Grönland einheitliche Preise, ohne ihre eigenen Transportkosten zu berücksichtigen. Damit wollte die Handelsgesellschaft sicherstellen, dass die Jagd und der Verkauf der Produkte an den KGH auch für Grönländer in den abgelegenen Gebieten attraktiv waren. Auch mit der Festlegung der Verkaufspreise für nach Grönland exportierte Güter machte der KGH Politik. In die Kalkulation floss ein Aufschlag für den Transport und den Unterhalt der Infrastruktur in Grönland ein. Es wurden aber auch Überlegungen angestellt, inwieweit eine gelieferte Ware langfristig die Produktivität der Empfänger beeinflusst. Waffen, Blei, Schießpulver, Eisen und Stahl wurden nur mit einem geringen Aufschlag von 12 Prozent versehen, da die Nutzung dieser Güter im Interesse des KGH lag. Kohle und Kohleöfen wurden sogar subventioniert, damit die Grönländer nicht zum Heizen mit dem kostbaren Blubber gezwungen waren. Für Luxusgüter wurde mit einem Aufschlag von 40 Prozent kalkuliert. Wie bei den Ankäufen für den Export galten auch bei den nach Grönland eingeführten Waren Einheitspreise, ohne Rücksicht auf die Kosten des Transports zu abgelegenen Regionen. Obwohl es anfangs noch kein Geld in Form von Münzen oder Scheinen gab, wurde de facto mit der Instruksen die Geldwirtschaft eingeführt, da alle verkauften und gekauften Waren eines jeden Bewohners schriftlich festgehalten wurden und somit festgestellt wurde, ob jemand ein Guthaben oder Schulden beim KGH hatte. Erst 1801 wurden erste Versuche mit materiellem Geld gemacht.

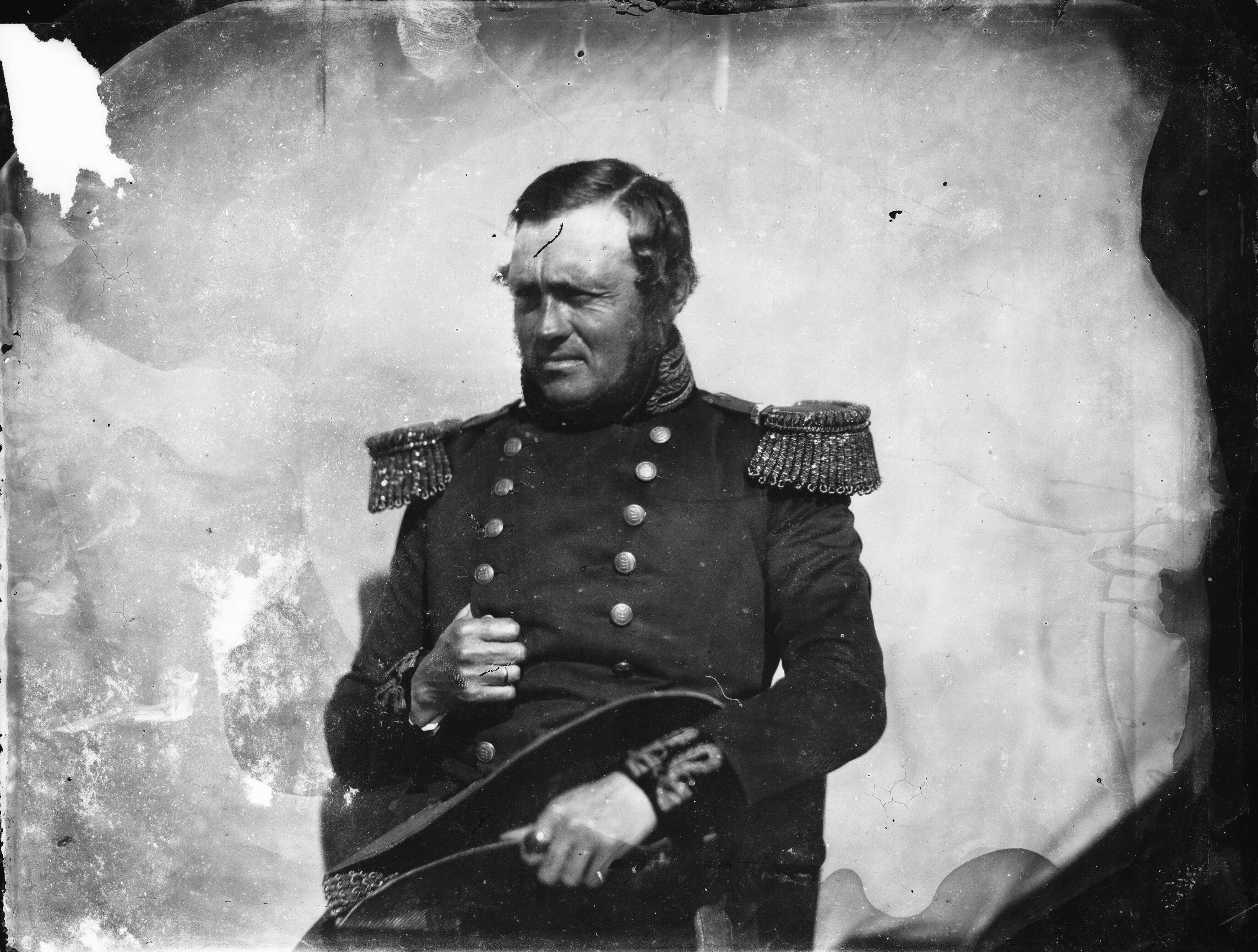
Christian Søren Marcus Olrik, Inspektor von Nordgrönland, Juli 1854

Mit der Instruksen wurde auch eine eigentliche Verwaltungsgliederung in Grönland eingeführt. Grönland wurde in die zwei Inspektorate Nordgrönland und Südgrönland geteilt. An der Spitze der Verwaltung beider Inspektorate stand der jeweilige Inspektor. Johan Friderich Schwabe und Bendt Olrik wurden die ersten beiden Inspektoren. In den folgenden Jahrzehnten und Jahrhunderten waren die Inspektoren meist entweder ausgebildete Juristen oder Kaufleute. Ihnen unterstanden die Kolonialverwalter in den Kolonien der jeweiligen Inspektorate. Der Inspektor konnte Handelsangestellte entlassen, Ehegenehmigungen erteilen, Nachlässe verwalten und sollte generell den Handel und die Handelsangestellten überwachen. Den Kolonialverwaltern oblag die eigentliche Handelstätigkeit, über die sie ausführlich Rechenschaft ablegen mussten.

### Zerfall der nordatlantischen Handelskompanie
Nachdem Island und die Finnmark 1787 dem Freihandel übergeben worden waren, ließ der König am 9. Januar 1788 eine Kommission gründen, die den Handel erneut neu organisierten sollte. Die Kommission bestand unter anderem aus der Direktion, dem ehemaligen Inspektor Johan Friderich Schwabe und politischen Würdenträgern wie Christian Detlev von Reventlow, Ernst Heinrich von Schimmelmann und Jacob Edvard Colbiørnsen. Diese sollte diskutieren, ob auch in Grönland der Freihandel eingeführt werden sollte. Die Kommission kam Ende Mai 1790 zum Schluss, dass dies aufgrund der fehlenden Reife der grönländischen Bevölkerung nicht möglich war, sodass der König das staatliche Monopol beibehielt. Der administrierende Direktor Hartvig Marcus Frisch erhielt per Resolution vom 26. Mai 1790 mit Hans Leganger Wexelsen einen Kollegen, während die Kommissionsmitglieder die neue Gemeinschaftsdirektion bilden sollten. Das Geschäft des KGH war defizitär und das Unternehmen stellte 1792 den Walfang und die Robbenjagd ein. Die Walfänger wurden verkauft und dem großen dänischen Schiffseigner Andreas Bodenhoff eine Lizenz für die Grönlandschifffahrt erteilt. Sie wurde nach dessen Tod im Jahr 1794 auf seinen gleichnamigen Sohn übertragen, doch bereits am 1. Januar 1797 kaufte die Gesellschaft der Witwe des jüngeren Bodenhoff, Giertrud Birgitte Rosted, neun Schiffe ab und nahm den Verkehr in eigener Regie wieder auf.

### Kriegszeit
1807 brach der Kanonenbootkrieg zwischen Dänemark und Großbritannien aus, der für Grönland schwere Folgen haben sollte. Die britische Marine kaperte die dänischen Handelsschiffe, die somit Grönland jahrelang kaum und später gar nicht mehr erreichen konnten, auch wenn 1809 ein Abkommen geschlossen wurde, dass Schiffe vom schottischen Leith aus Grönland anfahren durften, sofern sie unbeladen zurückkamen, und dass sie nicht angegriffen werden durften. Die Kolonie war abhängig von Versorgungen und Personal aus Dänemark-Norwegen. Trotz des Abkommens erreichten nahezu keine Schiffe Grönland, sodass ein Mangel an Nahrung, Jagdmunition, aber auch Handels- und Missionsangestellten entstand, der zu Hunger, Epidemien und einer großflächigen Einstellung des Handelswesens führte, da die Jagderträge zurückgingen, für Subsistenzwirtschaft genutzt wurden und keine Waren mehr vorhanden waren, die gegen die grönländischen Produkte gehandelt werden konnten.
Ab Ende der 1780er Jahre hatte man begonnen Udsteder zu gründen, also Siedlungen mit einem Laden, die aber nicht unabhängig wie die Kolonien waren, sondern jeweils einer Kolonie zugehörten. Während des Kriegs mussten viele Udsteder aufgegeben werden, aber im Laufe des 19. Jahrhunderts wuchs die Zahl der Udsteder auf mehrere Dutzend an.
Nach Kriegsende 1814 wurde Dänemark-Norwegen im Kieler Frieden aufgelöst und Dänemark musste Norwegen an Schweden abgeben. Die bis ins 14. Jahrhundert norwegischen Kolonien Grönland, Färöer und Island, die seit der Kalmarer Union unter der Herrschaft der dänischen Könige standen, blieben bei Dänemark.

### Zivilisierungspolitik ab 1835

Grönländer mit seinem Kajak, an dessen Seite eine Harpune, auf dem Boot eine improvisierte Schwimmboje, der Inuk raucht aus einer Tonpfeife, Juni oder Juli 1854

1835 gründete man eine weitere Kommission, die wie bereits knapp 50 Jahre zuvor untersuchen sollte, ob Grönland nun bereit für den Freihandel war. Die Kommission bestand aus dem Direktorium des KGH, Mitgliedern des grönländischen Missionswesens, dänischen Kaufleuten und Beamten. Sie kam 1840 zum Schluss, dass das Handelsmonopol weiterhin nicht aufgehoben werden sollte, da die Bevölkerung in den Augen der Europäer immer noch nicht ausreichend zivilisiert war. Aus diesem Grund entwarf man einen Plan, um die Zivilisierung der Bevölkerung voranzutreiben. Diese Pläne bezogen sich vor allem auf das Gesundheitswesen und das Bildungswesen. Zeitgleich gab es in den 1830er und 1840er Jahren erste erfolglose Versuche mit der Einführung des Freihandels. In Napasoq war der Bevölkerung in der Folge all ihr Besitz abgekauft worden, sodass der KGH einschreiten musste; aber die Bewohner hatten noch so lange unter den Folgen zu leiden, dass beinahe die gesamte Bevölkerung im Winter 1856/57 einer Hungersnot zum Opfer fiel.
Da der KGH mit der Verwaltung Grönlands beauftragt war, war der Handel de facto für alle Bereiche außerhalb des Missionswesens zuständig. Dazu gehörte auch das Gesundheitswesen. Aus diesem Grund war bereits 1793 mit dem Deutschen Theodor Christian Eulner der erste Arzt in Grönland angestellt worden. Im frühen 19. Jahrhundert wuchs das Interesse an der Verbesserung des Gesundheitswesens und es wurden weitere Ärzte angestellt. Bis dahin war es regelmäßig zu Epidemien gekommen, denen häufig bis zur Hälfte der Bevölkerung eines Kolonialdistrikts erlagen. Zudem begann man Grönländerinnen in Dänemark zu Hebammen auszubilden, als wohl bedeutendste gilt Karoline Rosing. Aber auch andere grönländische Handelsangestellte wurden nun vermehrt in Dänemark ausgebildet, wo sie nicht nur ihre Arbeit lernten, sondern auch europäische Tugenden erlernen sollten. Dieses Ausbildungsprogramm für grönländische Handwerker lief jedoch vorerst nur bis 1847. Während der KGH Handwerker in Dänemark ausbilden ließ, schickte das Missionswesen als Teil dieser neuen Kulturpolitik auch grönländische Katecheten zwecks Ausbildung nach Dänemark, bevor 1845 Grønlands Seminarium als erste höhere Ausbildungsstätte in Grönland eröffnet wurde.
Die Kommissionsarbeit resultierte auch in großen wirtschaftlichen Veränderungen. Die Preise für zahlreiche europäische Produkte wurden halbiert und die für grönländische erhöht, sodass die Bevölkerung sich einen besseren Lebensstandard leisten sollte, was zu verbesserter Gesundheit führen sollte. Tatsächlich stieg der Umsatz aufgrund der Reformen, allerdings versuchten viele mehr Produkte zu verkaufen, als sie entbehren konnten, was dazu führte, dass sie anschließend mehr europäische Waren kaufen mussten, was ihre Abhängigkeit vergrößerte.
Ab etwa den 1850er Jahren begann der KGH neben den bisher üblichen grönländischen Kolonialwaren wie Robbenspeck auch mit Bodenschätzen zu handeln. Aus diesem Grund wurde in den 1850er und 1860er Jahren von Grönländern Grafit im Kolonialdistrikt Ũmánaĸ abgebaut und vom KGH aufgekauft. Zeitgleich begann man Kryolith in Ivittuut abzubauen. Der KGH führte hierfür Probeabbauten durch, aber letztlich wurde die Mine von dänischen Privatunternehmen betrieben. Dennoch mussten diese Abgaben zahlen, die dem KGH zufielen. Diese machten über in den 1860er Jahren etwa 10 bis 15 % der Einnahmen aus. Daneben musste der KGH allerdings auch das Missionswesen finanzieren, dessen Ausgaben gegen Ende des 19. Jahrhunderts stark anstiegen.

### Verstärkung der Zivilisierungspolitik ab den 1850er Jahren

Grönländische Familie (Mutter, Tochter, Vater, Tante) in traditioneller und europäischer Kleidung, rechts eine Mischung traditioneller Kleidung mit norwegischem Strickpullover, Juni 1854

1856 erlosch das Handelsmonopol für die Färöer, was aus einer Kommission von 1851 resultierte, so dass der KGH nur noch im Handel mit Grönland begünstigt war. Auch hierbei wurde noch einmal festgehalten, dass die färöische Bevölkerung zwar reif genug für den Freihandel sei, die grönländische jedoch bei weitem nicht. Der politische Diskurs handelte zu dieser Zeit vor allem davon, die grönländische Bevölkerung „vor der freien Marktwirtschaft zu beschützen“, was als „Selbstverpflichtung der westlichen Kolonialhoheit“ angesehen wurde. Dennoch gab es auch Kritiker. Letztlich legte man sich auf das Ziel fest, auf eine ausreichende Zivilisierung hinzuarbeiten, um in ferner Zukunft, aber so schnell wie möglich den Freihandel einführen zu können.
Die großen Eingriffe des KGH in die Lebensweise der grönländischen Bevölkerung begann aber Mitte des 19. Jahrhunderts Folgen zu zeigen. Die große wirtschaftliche Abhängigkeit führte zu einem Zusammenbruch der Sozialstrukturen. Die Bevölkerung hörte teilweise auf ihrer Arbeit nachzugehen, da der KGH Kredite und Armenversorgung verteilte, was die Motivation schwächte. Die Armen und Schwachen, die zuvor von den Wohlhabenden versorgt worden waren, litten nun unter großer Not, weil die besten Jäger ihren Überschuss nicht mehr zur Versorgung der Mitbevölkerung nutzten, sondern ihn aufgrund der hohen Verkaufspreise an den KGH veräußerten. Dazu kam, dass die Schamanen (Angakkut), die die Gesellschaft bis 1721 zusammengehalten hatten, aber deren bedeutende Rolle nicht erkannt worden war, von den Missionaren abgeschafft worden waren.
Zu den größten Kritikern an der Wirtschaftspolitik des KGH gehörte Hinrich Johannes Rink, der seit 1853 neben Carl Peter Holbøll Inspektor für den südlichen Teil Südgrönlands war. In Zusammenarbeit mit dem Seminariumslehrer Samuel Kleinschmidt, dem Seminariumsleiter Carl Janssen und dem Arzt Jacob Frederik Theodor Lindorff schlug er 1856 die Einführung der Forstanderskaberne vor, die 1857 versuchsweise in Teilen Südgrönlands und 1862/63 in ganz Grönland eingeführt wurden. Die Räte bestanden aus dem lokalen Missionar als Vorsitzendem, den führenden Handelsangestellten, dem Arzt oder Herrnhuter Missionaren, sofern vorhanden, und dem grönländischen Oberkatecheten und den besten Jägern der Gegend, wobei die Grönländer immer die Mehrheit hatten. Die Aufgabe der Räte bestand vornehmlich in der Fürsorge für die Armen, aber sie konnten nach eigenem Ermessen Mittel für das Gemeinwohl einsetzen, darüber hinaus übernahmen sie die Polizeigewalt und die Rechtssprechung von den Kolonialverwaltern. Von 1871 bis 1882 war Hinrich Johannes Rink Direktor des KGH. Unter seiner Leitung wurde 1872 ein Fonds eingerichtet, der durch einen Betrag von einem Viertel der vom KGH gezahlten Preise für grönländische Waren finanziert wurde; zusätzlich wurde eine Steuer auf Luxusgüter wie Kaffee, Zucker und Brot erhoben. Die Forstanderskaberne konnten damit die Unterstützung der Bedürftigen und Verwaltungsausgaben bestreiten. Ein anderer Teil konnte in einem Prämiensystem (Repartition) an die Jäger ausgezahlt werden, um den produktivsten Mitarbeitern einen finanziellen Anreiz zu bieten. Dieses Prämiensystem berücksichtigte nicht nur die gezeigte Produktivität im Sinne gelieferter Jagdbeute, sondern auch Faktoren wie das Vorhandensein einer Familie, den Besitz von Hunden oder Umiaks und die Inanspruchnahme wirtschaftlicher Unterstützung. Neben den finanziellen Vergünstigungen hing von der Einordnung in das Prämiensystem auch ab, ob der Jäger an der lokalen Selbstverwaltung teilhaben durfte. Forstanderskabsmitglieder, die Ehebruch begangen hatten oder Schulden hatten oder Sozialhilfe empfingen, mussten austreten. Die 1872 beschlossenen Regeln zur Sozialhilfe wurden 1881 noch einmal angepasst, um Systemausnutzung zu verhindern.
Die Debatte über die Abschaffung des Monopolhandels in Grönland erreichte in den 1860er Jahren einen neuen Höhepunkt. Die gesellschaftlichen Probleme waren ins Bewusstsein der dänischen politischen Machthaber geraten und es entstand eine große Diskussion, wobei erstmals die selbstkritische Haltung verbreitet war, dass Dänemark die grönländische Gesellschaft durch die Kolonialisierung zerstört hatte und nun nichts mehr dagegen tun konnte. Daraufhin teilte sich die Politik in zwei Lager, wobei die einen meinten, dass die Einführung des Freihandels den vollständigen Untergang Grönlands mit dem Aussterben der gesamten Bevölkerung zur Folge haben würde, die anderen hingegen, dass man dies nicht wissen könne, da man es ja nicht versucht hatte. 1863 wurde erneut eine Kommission gegründet, die denselben Zweck wie die vorherigen hatte. Rink war Mitglied dieser Kommission und die Brisanz der Lage zeigt sich darin, dass auch er nicht wusste, wie zu verfahren war, er mehrfach seine Meinung änderte und letztlich entscheidend gegen die Abschaffung des Monopolhandels stimmte, die kurz davor stand, versuchsweise in Teilen Grönlands durchgeführt zu werden. Der Wahrheitsgehalt von Rinks Kritik ist unter Historikern jedoch umstritten. Forschungen zeigen, dass die wirtschaftliche Lage nur zu einem gewissen Grad der Politik des KGH zuzuschreiben war und in großem Maße auch natürlichen Ursachen wie schlechten klimatischen Bedingungen und dem Rückgang von Jagdbeständen, die in vergrößerter Armut resultierten.

### Wirtschaftskrise ab den 1880er Jahren
Bis Ende des 19. Jahrhunderts war der Grönlandhandel wirtschaftlich sehr erfolgreich, da die Einnahmen aus Jagd und Bergbau die Ausgaben weit überstiegen. Dennoch war Robbenspeck die wichtigste Handelsware, die somit großen Einfluss auf den Gesamtumsatz hatte. Ab den 1880er Jahren sank dessen wirtschaftliche Bedeutung stark. Robbentran war bis dahin in Europa wichtig als Ressource für Straßenbeleuchtung und Öfen, wurde nun aber durch Petroleum und Gas abgelöst. Dies führte zu einem starken Preisfall, der die Jahresbilanz des KGH zunehmend in die roten Zahlen brachte.

Europäische Familie in Grönland, möglicherweise Hans Elberg, Kolonialverwalter von Holsteinsborg, mit seiner Ehefrau Martha und drei Kindern, Juni 1854

Angesichts der finanziellen Schwierigkeiten begann man dem KGH verstärkt auf die Finger zu schauen und kritisierte hierbei vor allem den großen Mitarbeiterstab. Zeitweise kam auf rund acht Jägerfamilien ein Handelsangestellter, was aber mit der verstreut lebenden Bevölkerung erklärt wurde. Somit hatte jeder Laden im Durchschnitt nur 200 Kunden. Die Mitarbeiterstruktur des KGH gegen Ende des 19. Jahrhunderts war dreigeteilt und von Chancenungleichheit geprägt. Die Führungspositionen, also die beiden Inspektoren und die Kolonialverwalter waren stets Dänen. Die niederen Positionen, Arbeiter, Mannschaften und Diener, waren immer Grönländer, oft nur als Tagelöhner oder vorübergehend beschäftigt. Die mittlere Ebene waren die qualifizierten Handwerker, die ausgebildeten Seeleute und die Leiter der Handelsposten. Hier waren sowohl Dänen als auch Grönländer vertreten, aber es war auch hier eine Tendenz sichtbar, dass höher qualifizierte und besser bezahlte Mitarbeiter meist Dänen waren. 1880 waren 59 % der Handelsangestellten in Nordgrönland und 77 % in Südgrönland Grönländer. Um den Bedarf an qualifizierten einheimischen Mitarbeitern zu decken, wurden von 1874 bis 1896 wieder Grönländer zur Ausbildung nach Dänemark geschickt. Von 1880 bis 1896 bestand in Kopenhagen dafür das Grønlænderhjemmet („Grönländerheim“) als vom KGH betriebenes Wohnheim für die grönländischen Auszubildenden.

### Verwaltungsreform und Machtverlust
1905 entflammte die Debatte zur Kolonialpolitik des KGH erneut auf. Der Polarforscher Ludvig Mylius-Erichsen, der 1902 die Literarische Expedition in Grönland geleitet hatte, warf dem KGH öffentlich in der Presse Ausbeutung und Unterdrückung der grönländischen Bevölkerung vor. In der Folge wurde 1906 eine Kommission gegründet, die gemeinsam mit den Ergebnissen einer Untersuchungsreise des dänischen Innenministers Sigurd Berg nach Grönland 1907 in der Gründung von Grønlands Styrelse resultierte, womit dem KGH die Verwaltung Grönlands entzogen wurde. Eine Verwaltungsreform trat 1911 in Kraft, wobei unter anderem die Forstanderskaber durch Grønlands Landsråd ersetzt wurden, eine neue Verwaltungsgliederung eingeführt wurde und die Zuständigkeiten verschiedener Personen und Institutionen übertragen wurden. Es zeigte sich schnell, dass das Nebeneinander der gleichberechtigten Handels- und Verwaltungschefs zu Problemen führte, weswegen der KGH 1912 in Grønlands Styrelse integriert wurde, womit der KGH de facto als selbstständiges Unternehmen aufhörte zu existieren. Bei der Grønlandskommission von 1921 wurde erneut die Aufhebung des Handelsmonopols debattiert und erneut abgelehnt. Unter den Befürwortern war Mathias Storch, der als einer der ersten Grönländer an Kommissionsarbeit mitwirken durfte und somit reellen politischen Einfluss hatte.

### Neue wirtschaftliche Grundlagen
Die wirtschaftlichen Probleme, die in den 1880er Jahren begonnen hatten, blieben bestehen, sodass der KGH jährlich Verluste machte. Lediglich während des Ersten Weltkriegs war die Nachfrage nach Tran noch einmal stark gestiegen, was zu großen Profiten führte. Anschließend ging der Umsatz wieder zurück. Bereits Anfang des 20. Jahrhunderts hatte der KGH aufgrund sinkender Robbenbestände und der schlechten Verkaufspreise erste Versuche mit der Fischereiwirtschaft gemacht. In den 1920er Jahren begann der KGH vollständig auf Fischfang als primäre Einkommensquelle umzusteigen, während der Robbenfang stark an Bedeutung verlor. Daneben begann man in geringem Maße in Südgrönland Landwirtschaft zu betreiben.
Diese Änderung führte zu noch größeren Brüchen in der grönländischen Gesellschaft. Die typische selbstversorgende Familie aus dem Mann als Robbenjäger, der Frau, die die Beute verarbeitet und den Haushalt führt, sowie den von diesen versorgten Kindern, Witwen und übrigen schwachen Familienmitgliedern verschwand. Stattdessen gingen die Männer fischen und verkauften ihren Fang vollständig an den KGH, während Frauen in den Fischfabriken des KGH angestellt wurden. Nun bestand kein Bedarf mehr an einer Verteilung der Bevölkerung über die ganze Küste und stattdessen begannen die einzelnen Kolonien zu wachsen, während auch die bisherige halbnomadische Lebensweise aufgegeben wurde. Ab den 1900er Jahren wurde auch der Kohlebergbau vom KGH als Einkommensquelle genutzt, zuerst in Qaarsuarsuk und ab 1925 in Qullissat. Vor allem Qullissat galt als Symbol für ein neues Grönland, wo Natur und Jagd keine Rolle mehr spielten.

### Zweiter Weltkrieg und Dekolonisierung
Am 9. April 1940 besetzte das Deutsche Reich Dänemark im Rahmen des Zweiten Weltkriegs. Daraufhin war der Schiffsverkehr zwischen Dänemark und Grönland eingestellt. Da Grönland seit 200 Jahren nur durch Dänemark mit der übrigen Welt verbunden war und der gesamte Warenverkehr über Dänemark abgewickelt wurde, bestand für die Menschen in Grönland eine große Abhängigkeit vom Mutterland. Angeführt vom dänischen Botschafter in den Vereinigten Staaten, Henrik Kauffmann, und den Landsfogedern Eske Brun und Aksel Svane musste die Wirtschaft Grönlands neu organisiert und auf die Vereinigten Staaten ausgerichtet werden. Das gelang, und der KGH setzte seine Geschäftstätigkeit während der Kriegsjahre fort. Dies führte dazu, dass es nicht zu Versorgungsproblemen bei der Bevölkerung kam. Ganz im Gegenteil sorgten die Vereinigten Staaten mit einer weniger kulturbeschützenden Politik als Dänemark für den Zugang zu bisher unbekannten Waren. Kryolith und Kohle sorgten auch während des Kriegs für eine gute wirtschaftliche Lage, wobei vor allem die Vereinigten Staaten und Kanada mit ihrem Kryolithimport die Kasse füllten.
Als der Krieg 1945 endete, hatte Grönland gezeigt, dass es auf eigenen Beinen stehen konnte, und es entstand ein noch größerer Widerstand gegen die bisher von Dänemark geführte Kulturpolitik. Es entstand eine neue politische Debatte über die Zukunft Grönlands. 1948 wurde die Grønlandskommission gegründet, die einen Plan für die Neuordnung Grönlands entwarf, der 1950 durchgeführt wurde. Der KGH behielt seine Zuständigkeit für den Groß- und Einzelhandel, allerdings konnten andere Unternehmen Lizenzen für den Handel mit Grönland erwerben. Das Monopol auf Importe nach Grönland wurde aufgehoben, mit Ausnahme bestimmter Güter wie Alkohol und Tabakwaren, die zudem mit hohen Zöllen belegt wurden. Eine Reihe von Aufgaben wurde dem KGH übertragen, wie der Unterhalt von Postwesen, Banken, Hotels, Rentierzucht und dem Flughafen Søndre Strømfjord. In den folgenden Jahrzehnten wurden wiederholt neue Handelsbeschränkungen eingeführt, so im Oktober 1957 ein Monopol des KGH auf Tabak, Schokolade, Süßigkeiten und Malz und 1965 eine Sondersteuer auf Zucker, Kaffee, Tee, Limonaden und Mineralwasser. Für den KGH war von besonderer Bedeutung, dass er sich zunehmend dem Wettbewerb stellen musste. Er konnte auch dadurch bestehen, dass er seine Konzentration auf den Einzelhandel aufgab und als Großhändler private Unternehmen in Grönland bediente. Eine Reihe von Unternehmensbereichen wurden nach und nach an private Unternehmer ausgegliedert, beginnend mit kleinen Geschäften in abgelegenen Orten bis zu großen Produktionsbetrieben.
Seit ihrer Gründung nahmen die Vereinten Nationen eine überaus kritische Haltung gegenüber dem Kolonialismus ein. Auch Dänemark musste den UN über sein Verhältnis zu Grönland berichten. Anders als typische Kolonialmächte wie das Vereinigte Königreich und Frankreich, die ihre Kolonien in den Jahrzehnten nach dem Zweiten Weltkrieg nach und nach in die Unabhängigkeit entließen, strebte Dänemark die Einbindung Grönlands in das Königreich an. 1953 wurde Grönland dekolonisiert und somit ein Teil Dänemarks.

### Postkoloniale Zeit und Zerschlagung

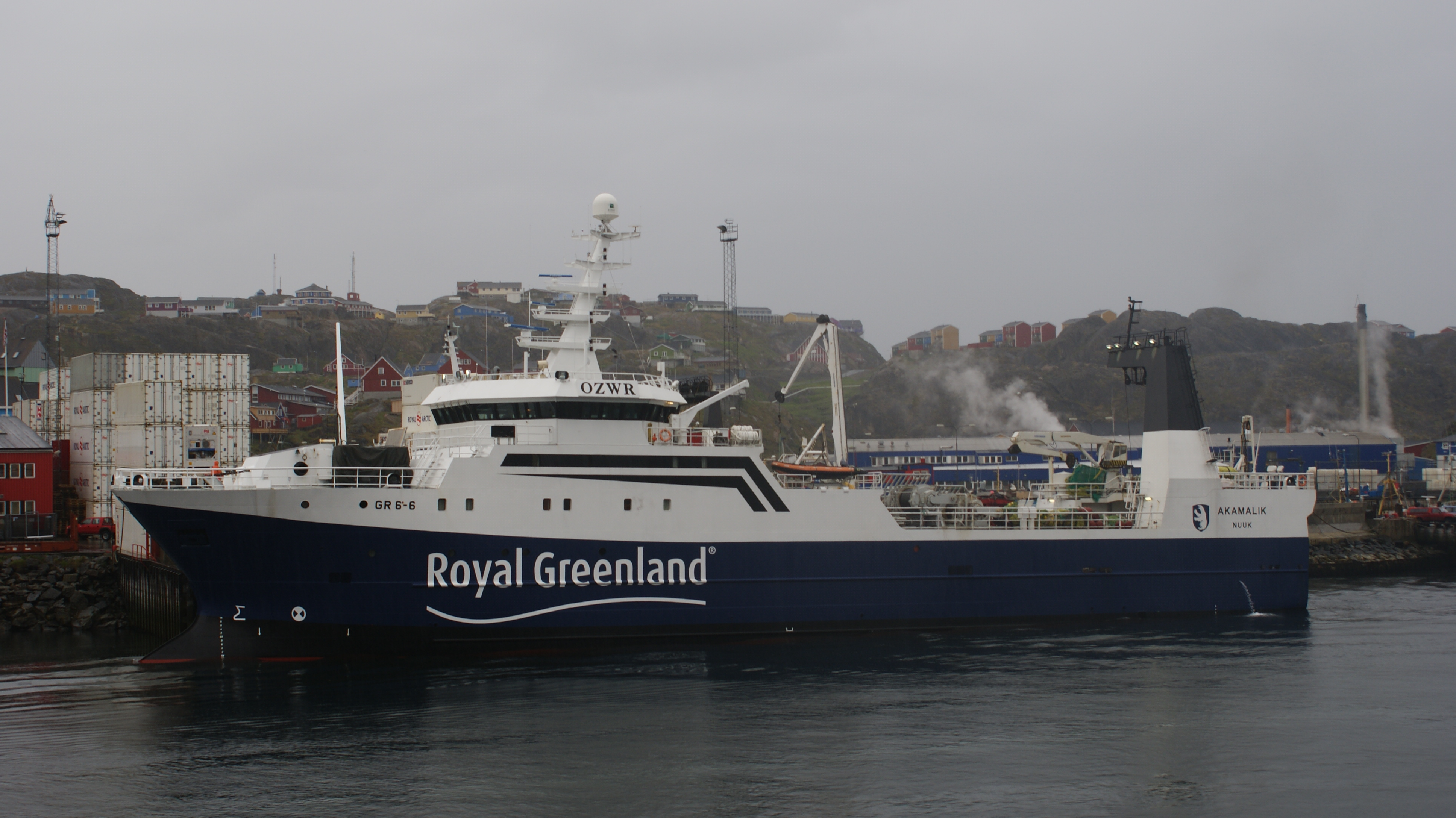
Fangschiff Akamalik der Royal Arctic Line im Hafen von Sisimiut, 2009

1950 wurde Grønlands Styrelse, wozu der KGH seit 1912 gehört hatte, aufgelöst und die Verwaltung Grönlands an das dem Staatsministerium unterstehende Grønlandsdepartement übergeben, das 1955 in das selbstständige Grönlandsministerium umgewandelt wurde. Der KGH wurde nicht in das Departement überführt, sondern wieder ein selbstständiges Staatsunternehmen.
In der Nachkriegszeit war die Fischerei weiterhin von größter Bedeutung für den KGH; allerdings begann man auch verstärkt mit der Garnelenfischerei, die sich in den folgenden Jahrzehnten zur bis heute bedeutendsten Einkommensquelle für die grönländische Wirtschaft entwickeln sollte.
Die aus der Grønlandskommission entstandene G50-Politik der 1950er und G60-Politik der 1960er Jahre resultierte erneut in den bisher größten Umwälzungen in der grönländischen Gesellschaft. Anschließend wuchs der Wunsch nach grönländischer Selbstbestimmung und Autonomie, weswegen 1979 die Hjemmestyre eingeführt wurde, durch die Grönland eine eigene Regierung (Naalakkersuisut) und ein eigenes Parlament (Inatsisartut) als Nachfolger von Grønlands Landsråd erhielt. Mit der Einführung der Hjemmestyre erhielt Grönland das Recht, politische Verantwortungsbereiche selbst zu übernehmen. Am 1. Januar 1985 übernahm Grönland Teile des bisher dänischen Staatsunternehmens und gründete somit den Staatskonzern Proeks. Dieser bestand aus den drei Tochterunternehmen Kalaallit Tunisassiorfiat (KTU, Lebensmittelproduktion), Grønlands Hjemmestyres Trawlervirksomhed (GHT, die staatliche Trawlerflotte) und Royal Greenland (Handel). Am 1. Januar 1986 übernahm Grönland auch die zweite Hälfte des KGH, der zu diesem Zeitpunkt noch für die das Postwesen, Groß- und Einzelhandel und den Verkehr sowie die damit verbundene Infrastruktur zuständig war. Diese Bereiche wurden größtenteils an das neue Staatsunternehmen KNI übergeben. Proeks wurde 1990 unter dem neuen Namen Royal Greenland vereinigt. KNI wurde 1993 in drei Unternehmen aufgespalten: die Einzelhandelskette KNI Detail (später Pisiffik), die Einzelhandelskette KNI Service (später Pilersuisoq) und die Royal Arctic Line, ein Transportunternehmen, das sowohl den Frachtversand von und nach Grönland als auch den innergrönländischen Transport durchführt. Zum Jahreswechsel 1985/86 endete somit die Existenz von Den Kongelige Grønlandske Handel nach über 210 Jahren.

## Direktoren
Von 1781 bis 1858 wurde das Unternehmen von einem aus mehreren Personen bestehenden Direktorat geleitet. Das Direktorat bestand ab 1858 aus nur noch einer Person:
- 1858–1866: Peter Bentzen
- 1866–1870: Christian Søren Marcus Olrik
- 1871–1882: Hinrich Johannes Rink
- 1882–1889: Hugo Egmont Hørring
- 1889–1902: Hannes Peter Stephensen
- 1902–1908: Carl Ryberg

Von 1908 bis 1951 hatte das Unternehmen keinen eigenen Direktor, da es Grønlands Styrelse unterstand. Es wurde stattdessen von einem Handelschef geleitet:
- 1908–1912: Oskar Wesche
- 1912–1921: Carl Siegfred Ryder
- 1921–1951: Sigurd Lyngbæk

Mit der Auflösung von Grønlands Styrelse wurde wieder ein Direktor eingesetzt:
- 1951–1956: Anthon Wilhelm Nielsen
- 1956–1976: Hans C. Christiansen
- 1977–1981: Jens Fynbo
- 1981–1985: Aage Chemnitz